# Острогота (кралица)
Вижте пояснителната страница за други личности с името Острогота.
Острогота Ариагна (Ostrogota, Ariagne; * ок. 475/ 480, Мизия; † сл. 500) е кралица на бургундите.

## Произход
Тя е дъщеря на остготския крал Теодорих Велики от династията на Амалите от първия му брак в Мизия. Има сестра Теудигота, кралица на вестготите. Има и половин сестра Амалазунта, кралица на остготите от втория брак на баща ѝ с Аудофледа.

## Фамилия
Острогота е омъжена по желание на баща си през ок. 500 г. за Сигизмунд, крал на Бургундия, син на крал Гундобад. Те имат две деца:
- Суавегота, омъжена през 517 г. за Теодорих I, крал на франките
- Зигерих, съ-крал, през 523 г. удушен по поръчка на баща си.